# James McArthur
James McFarlane McArthur (Glasgow, 7 ottobre 1987) è un ex calciatore scozzese, di ruolo centrocampista.

## Palmarès

### Club

#### Competizioni nazionali
- Scottish Championship: 1

Hamilton Academical: 2007-2008
- Coppa d'Inghilterra: 1

Wigan: 2012-2013